# Richard Neudecker
Richard Neudecker (Altötting, 29 oktober 1996) is een Duits voetballer die doorgaans speelt als middenvelder. In de zomer van 2022 verruilde hij 1860 München voor 1. FC Saarbrücken.

## Clubcarrière
Neudecker speelde in de jeugd van TSV Buchbach, Wacker Burghausen, TSV Ampfing en 1860 München. Bij die laatste club maakte hij zijn debuut in de hoofdmacht, toen op 27 oktober 2015 met 1–2 werd gewonnen op bezoek bij Mainz 05 in de DFB-Pokal. Door een eigen doelpunt van Christopher Schindler kwam Mainz nog op voorsprong, maar treffers van Stefan Mugoša en Rubin Okotie won 1860 München alsnog. Neudecker mocht van coach Benno Möhlmann in de basis beginnen en hij werd zeven minuten voor tijd naar de kant gehaald ten faveure van Maximilian Wittek.
In de zomer van 2016 verkaste de middenvelder transfervrij naar FC St. Pauli, waar hij zijn handtekening zette onder een verbintenis voor de duur van drie seizoenen. Bij deze club maakte hij zijn eerste doelpunt in een competitiewedstrijd. Op 25 januari 2018 opende Waldemar Sobota de score uit bij Dynamo Dresden. Diezelfde Sobota was daarna aangever bij het tweede doelpunt, afgerond door Neudecker, en maakte ook de derde treffer van St. Pauli. Dynamo Dresden deed twee minuten voor tijd wat terug via Lucas Röser: 1–3.
In mei 2019 tekende Neudecker, die eerder in de belangstelling stond van PSV, AZ en clubs uit de Bundesliga, transfervrij voor VVV-Venlo. Hier tekende hij een driejarig contract, ingaande per juli dat jaar. Het verblijf bij de Nederlandse eredivisionist liep echter uit op een teleurstelling. Na het ontslag van trainer Robert Maaskant in november 2019 vanwege teleurstellende resultaten raakte Neudecker onder diens opvolger Hans de Koning zijn basisplek kwijt. Ondanks een doorlopend contract mocht de middenvelder vertrekken uit Venlo en keerde hij terug naar zijn vaderland om daar een meerjarig contract te tekenen bij 1860 München, waar hij ook zijn profcarrière startte.
Twee jaar later verkaste Neudecker naar 1. FC Saarbrücken waar hij een tweejarige verbintenis tekende. Voor het aflopen van dit contract werd het opengebroken en met een jaar verlengd.

## Clubstatistieken
| Seizoen    | Club              | Competitie          | Competitie | Competitie | Competitie | Beker | Beker | Beker | Overige1 | Overige1 | Overige1 | Totaal | Totaal | Totaal |
| Seizoen    | Club              | Competitie          | Wed.       | Dlp.       | Ass.       | Wed.  | Dlp.  | Ass.  | Wed.     | Dlp.     | Ass.     | Wed.   | Dlp.   | Ass.   |
| ---------- | ----------------- | ------------------- | ---------- | ---------- | ---------- | ----- | ----- | ----- | -------- | -------- | -------- | ------ | ------ | ------ |
| 2014/15    | 1860 München II   | Regionalliga Bayern | 20         | 6          | 2          | —     | —     | —     | —        | —        | —        | 20     | 6      | 2      |
| 2015/16    | 1860 München II   | Regionalliga Bayern | 5          | 3          | 0          | —     | —     | —     | —        | —        | —        | 5      | 3      | 0      |
| Clubtotaal | Clubtotaal        | Clubtotaal          | 25         | 9          | 2          | 0     | 0     | 0     | 0        | 0        | 0        | 25     | 9      | 2      |
| 2015/16    | 1860 München      | 2. Bundesliga       | 6          | 0          | 0          | 2     | 0     | 0     | —        | —        | —        | 8      | 0      | 0      |
| Clubtotaal | Clubtotaal        | Clubtotaal          | 6          | 0          | 0          | 2     | 0     | 0     | 0        | 0        | 0        | 8      | 0      | 0      |
| 2016/17    | FC St. Pauli II   | Regionalliga Nord   | 16         | 5          | 5          | —     | —     | —     | —        | —        | —        | 16     | 5      | 5      |
| 2017/18    | FC St. Pauli II   | Regionalliga Nord   | 4          | 0          | 0          | —     | —     | —     | —        | —        | —        | 4      | 0      | 0      |
| Clubtotaal | Clubtotaal        | Clubtotaal          | 20         | 5          | 5          | 0     | 0     | 0     | 0        | 0        | 0        | 20     | 5      | 5      |
| 2016/17    | FC St. Pauli      | 2. Bundesliga       | 8          | 0          | 0          | 0     | 0     | 0     | —        | —        | —        | 8      | 0      | 0      |
| 2017/18    | FC St. Pauli      | 2. Bundesliga       | 20         | 4          | 4          | 0     | 0     | 0     | —        | —        | —        | 20     | 4      | 4      |
| 2018/19    | FC St. Pauli      | 2. Bundesliga       | 16         | 2          | 2          | 1     | 1     | 0     | —        | —        | —        | 17     | 3      | 2      |
| Clubtotaal | Clubtotaal        | Clubtotaal          | 44         | 6          | 6          | 1     | 1     | 0     | 0        | 0        | 0        | 45     | 7      | 6      |
| 2019/20    | VVV-Venlo         | Eredivisie          | 16         | 0          | 4          | 1     | 0     | 0     | —        | —        | —        | 17     | 0      | 4      |
| Clubtotaal | Clubtotaal        | Clubtotaal          | 16         | 0          | 4          | 1     | 0     | 0     | 0        | 0        | 0        | 17     | 0      | 4      |
| 2020/21    | 1860 München      | 3. Liga             | 37         | 7          | 9          | 1     | 0     | 0     | 2        | 0        | 0        | 40     | 7      | 9      |
| 2021/22    | 1860 München      | 3. Liga             | 30         | 6          | 7          | 2     | 0     | 0     | 3        | 0        | 2        | 38     | 6      | 9      |
| Clubtotaal | Clubtotaal        | Clubtotaal          | 73         | 13         | 16         | 5     | 0     | 0     | 5        | 0        | 2        | 83     | 13     | 18     |
| 2022/23    | 1. FC Saarbrücken | 3. Liga             | 35         | 6          | 12         | —     | —     | —     | 0        | 0        | 0        | 35     | 6      | 12     |
| 2023/24    | 1. FC Saarbrücken | 3. Liga             | 11         | 1          | 0          | 1     | 0     | 0     | 2        | 0        | 0        | 14     | 1      | 0      |
| 2024/25    | 1. FC Saarbrücken | 3. Liga             | 15         | 4          | 2          | 0     | 0     | 0     | 1        | 0        | 0        | 16     | 4      | 2      |
| Clubtotaal | Clubtotaal        | Clubtotaal          | 61         | 11         | 14         | 1     | 0     | 0     | 3        | 0        | 0        | 65     | 11     | 14     |
| Totaal     | Totaal            | Totaal              | 239        | 44         | 47         | 8     | 1     | 0     | 8        | 0        | 2        | 255    | 45     | 49     |

Bijgewerkt op 3 juli 2025.
1Overige officiële wedstrijden, te weten Bayern-Pokal en Saarlandpokal.

## Interlandcarrière
Neudecker kwam uit voor Duitsland –16, Duitsland –17, Duitsland –18 en Duitsland –19.